# Протока Дмитра Лаптєва
Протока Дмитра Лаптєва — протока між островом Великий Ляховський і материком Євразією. Протока належить до моря Лаптєвих і з'єднує його зі Східносибірським морем.
Довжина 115 км, ширина 50—61 км, глибина 11—16 м. Береги низовинні. Більшу частину року протока вкрита кригою. По берегах протоки виходи на поверхню викопного льоду.
Південний (материковий) берег протоки (від мису Святий Ніс до гирла річки Кондратьєва) має найменування Берег Ойогос-Яр.
Протока названа на честь Дмитра Лаптєва, який відкрив її в 1740 році.
До початку XIX століття в протоці був острів Діоміда, що складався з льоду з породами землі, після скресання якого острів перетворився на підводну банку (мілководдя).